# アイアン・ナイト
アイアン・ナイト (SS Iron Knight) は、オーストラリアの鉄鉱石運搬船。ポート・グラスゴーのLithgows社でブロークン・ヒル・プロプライエタリー社向けに建造された。1937年10月に完成し、イギリス船籍でメルボルンを母港とした。

## 沈没
1943年2月8日、「アイアン・ナイト」はOC68船団に属して南オーストラリア州ホワイアラからニューサウスウェールズ州東岸沖を経てニューカッスルへむけ航行中であった。午前2時30分、日本の伊号第二十一潜水艦から発射された魚雷が船団の先頭にあった「アイアン・ナイト」に命中した。 
「アイアン・ナイト」は船首から2分で沈没。乗組員50人中生存者は14人であった。船団はそのまま進んで行き、生存者は10時間後にフランス駆逐艦「ル・トリオンファン」に収容された。
「アイアン・ナイト」の船体はニューサウスウェールズ州バーマギー沖の深さ125mの場所で発見された。

## 構造
- トン数　- 4,812トン (GRT)
- 長さ　- 404 ft 5 in (123.27 m)
- 幅　- 56 ft 2 in (17.12 m)
- 深さ　- 23 ft 2 in (7.06 m)
- 機関　- 四段膨張機関1基、553 hp